# Olombrada
Olombrada – gmina w Hiszpanii, w prowincji Segowia, w Kastylii i León, o powierzchni 66,51 km². W 2011 roku gmina liczyła 681 mieszkańców.